# México en la Cultura
«México en la Cultura» fue el suplemento cultural del periódico mexicano Novedades, se publicó semanalmente de 1949 a 1961. Fundado por el periodista Fernando Benítez, el suplemento contó con la colaboración de destacadas figuras de la literatura, la crítica cultural y el periodismo en México, como: Alfonso Reyes, Octavio Paz, Juan Rulfo, Carlos Pellicer, Carlos Monsiváis, Elena Poniatowska, Héctor Azar, José de la Colina, Juan García Ponce, Emilio García Riera y Juan Vicente Melo, entre otros. El suplemento dejó de publicarse en 1961, pues los dueños del periódico obligaron a Benítez a renunciar como una medida de censura política. Junto al director, la mayor parte de los colaboradores se mudaron a la revista Siempre!, donde publicaron La Cultura en México hasta 1973.

## Descripción
La publicación de «México en la Cultura» inició el 6 de febrero de 1949, dirigido por su creador Fernando Benítez y con Miguel Prieto a cargo del diseño gráfico.